# Muhammad Nawwar
Muhammad Nawwar, Mohamed Naouar (ar. محمد نوار; ur. 9 lipca 1965) – tunezyjski zapaśnik walczący w stylu klasycznym. Dwukrotny olimpijczyk. Jedenasty w Barcelonie 1992 i siedemnasty w Atlancie 1996. Walczył w kategoriach 90–100 kg.
Złoty medalista igrzysk afrykańskich w 1995 i siódmy w stylu wolnym. Zdobył trzy medale na mistrzostwach Afryki, w tym złoty w 1996. Wicemistrz igrzysk panarabskich w 1992. Złoty i brązowy medalista arabski w 1995 roku.
- Turniej w Barcelonie 1992 – 90 kg

Przegrał z Austriakiem Franzem Marxem i Niemcem Maikiem Bullmannem.
- Turniej w Atlancie 1996 – 100 kg

Przegrał z Andrzejem Wrońskim i Szwajcarem Ursem Bürglerem.